# Limonadier
Le terme limonadier admet deux acceptions différentes.

## Métier
Le limonadier ou « faiseur de limonade » est à l'origine un fabricant de cette boisson rafraichissante composée d'eau sucrée et citronnée : la limonade.
Par extension, le limonadier est également vendeur de limonade puis d'autres types de boissons, notamment alcoolisées comme les vinaigriers (avant d’être limonadiers, ils avaient le droit de distiller des alcools). Parmi les limonadiers célèbres on peut citer Charlotte Reynier Bourette, tenancière du café L'Allemand mais aussi poétesse, peu avant la Révolution française, Madame Girard, limonadière à Lyon place Bellecour en 1829, et Madame Romain, dite « la Belle Limonadière », limonadière  à Paris à la même époque.  Certains opéraient dans des cafés[pas clair] et le terme cafetier serait issu de cette occupation. Leur corporation se rattacha finalement à celle des vinaigriers.

## Objet

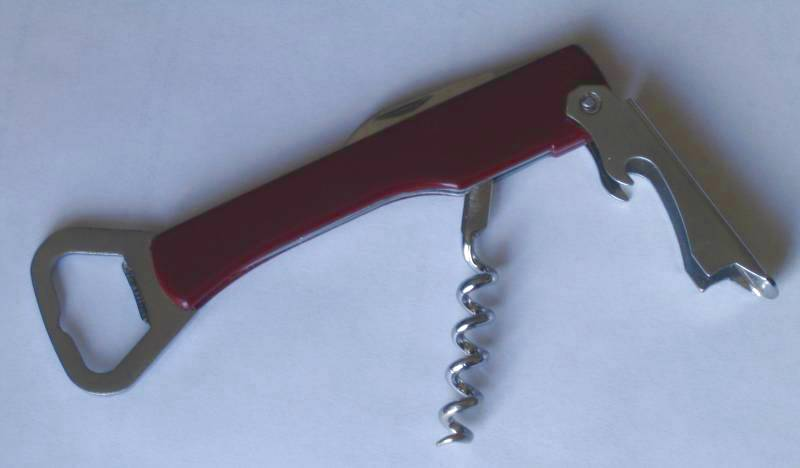
Un limonadier avec décapsuleur à anneau.

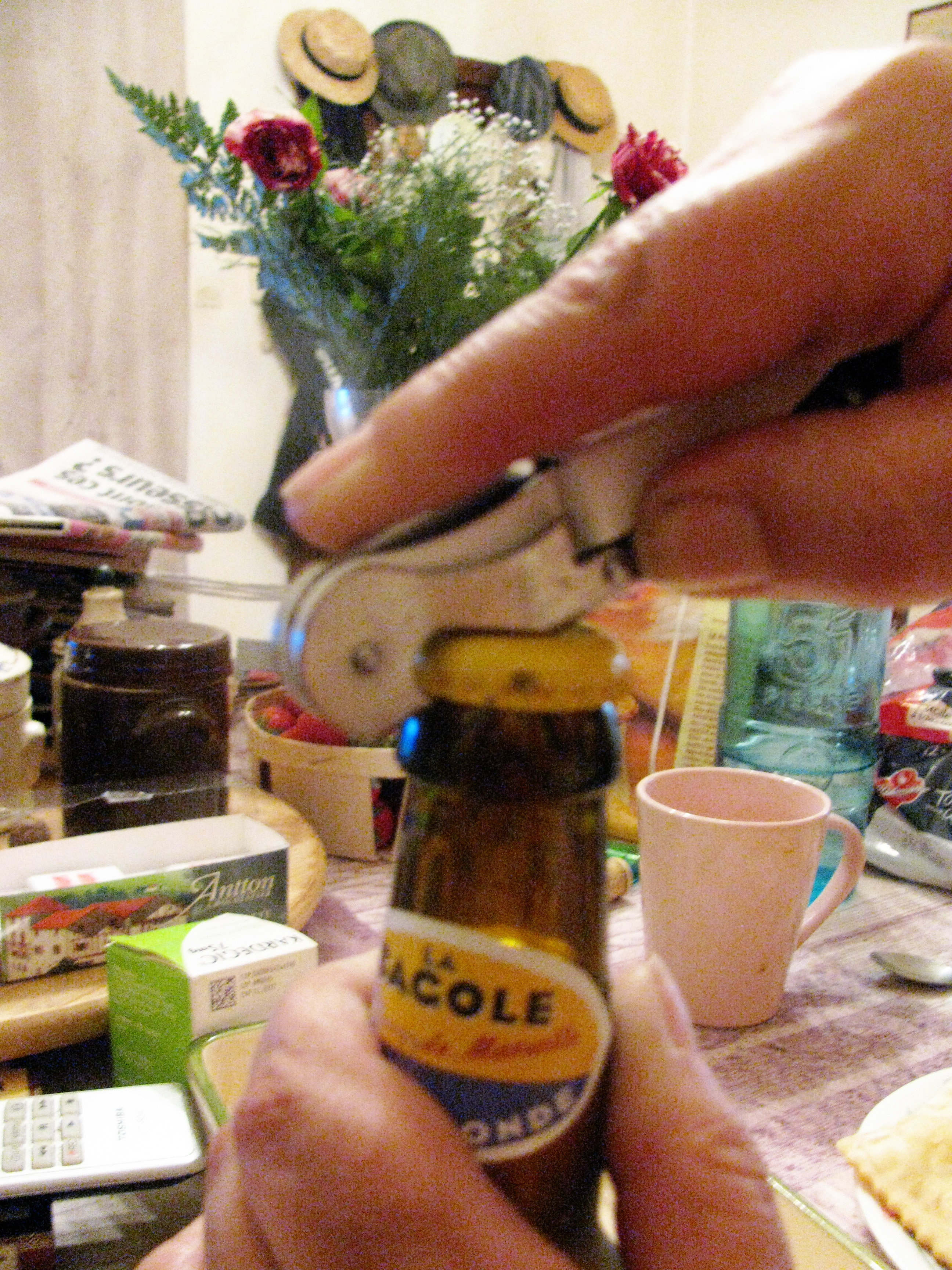
Décapsulage avec un limonadier.

Un limonadier est un type de tire-bouchon intégrant un décapsuleur, les bouteilles de limonade étant bouchées par une capsule en métal. Cet ustensile est très utilisé par les serveurs car il réunit toutes les fonctions pratiques. 
Il en existe de multiples modèles dans le monde.